# 南島原市立加津佐小学校
南島原市立加津佐小学校（みなみしまばらしりつ かづさしょうがっこう）は、長崎県南島原市加津佐町に新設された公立小学校。
2014年（平成26年）4月に南島原市加津佐地区の小学校3校が統合されて開校した。

## 概要
歴史
公立小学校規模適正化により2014年（平成26年）に南島原市加津佐地区の小学校3校（加津佐東・津波見・山口）が統合され開校した。校地は南島原市立加津佐東小学校のものが継承される。
校章
「小」の文字を図案化した図形で、校名の頭文字「加」（黄緑色）と五芒星の絵（黄色）を囲んでいる。公募により制定された。
校区
南島原市加津佐町で南島原市立野田小学校区（西串、東串、小松、花房、西越崎、東越崎、辻、上里、旭団地、下里、泉が丘）を除く全域。
中学校区は南島原市立加津佐中学校。

## 沿革

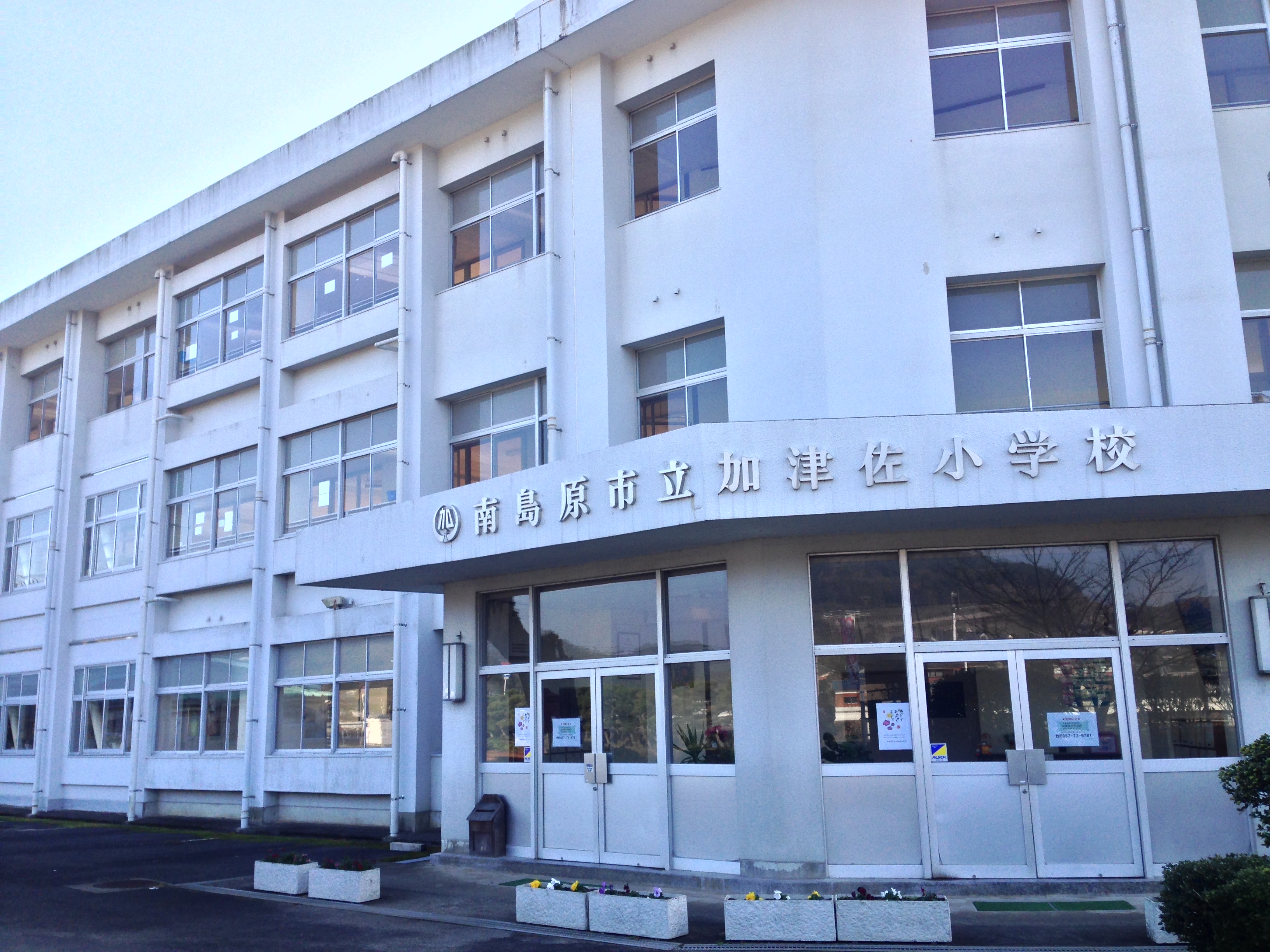
南島原市立加津佐小学校校舎を正門から望む

- 2014年（平成26年）4月1日 - 「南島原市立加津佐小学校」が開校。

## 交通アクセス
最寄りのバス停
- 島鉄バス 「加津佐学校前」バス停

最寄りの道路
- 国道251号
- 長崎県道130号加津佐停車場山口線

## 周辺
- 南島原市立加津佐中学校
- 南島原市立加津佐図書館
- ともしび保育園
- 愛宕保育園
- 若木保育園

## 参考資料
- 南島原市立山口小学校 閉校記念だより3 - 南島原市立山口小学校